# Martin H. M. Schreiber

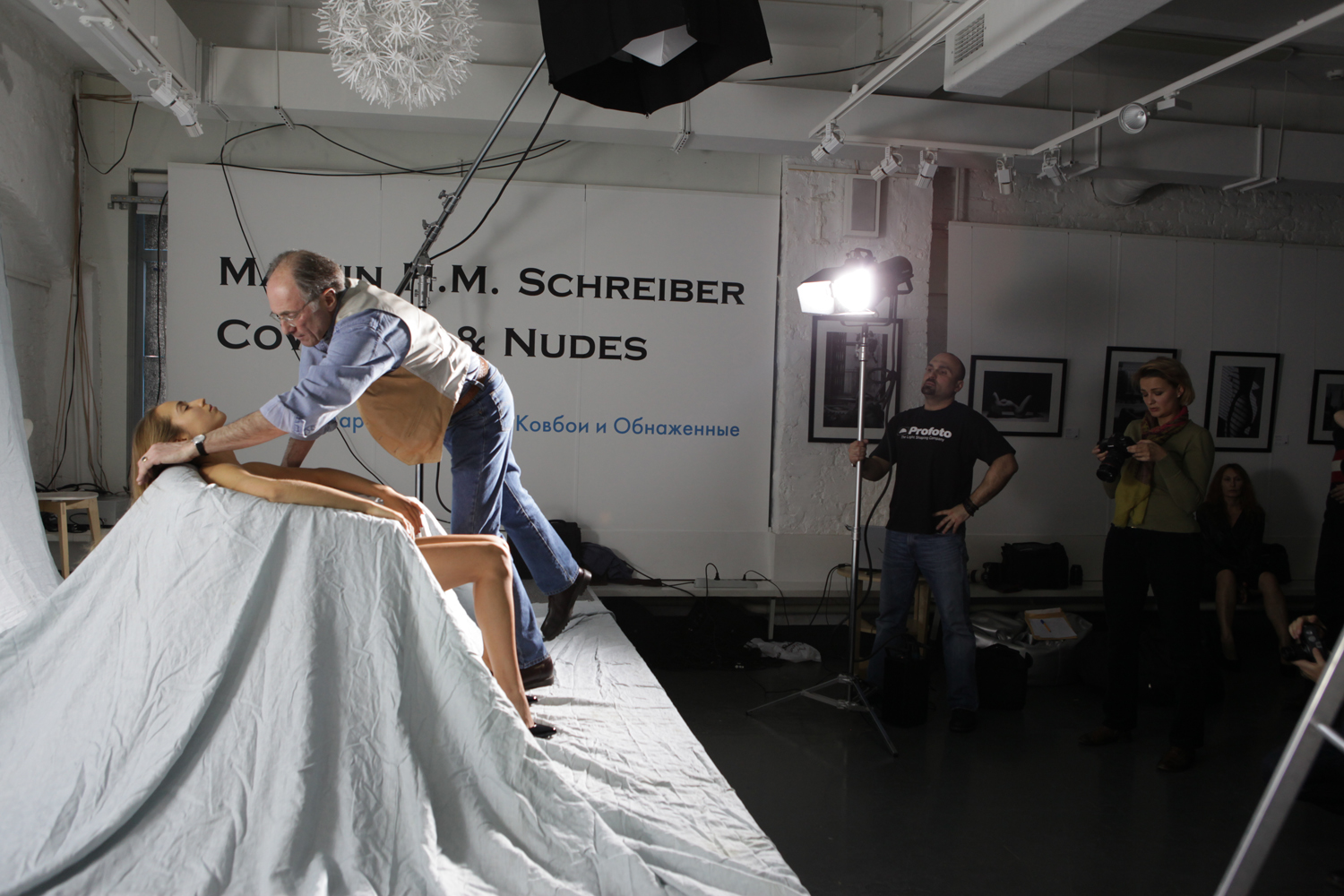
Martin Schreiber vede workshop fotografie aktu v Centru fotografie bratří Lumierů, Moskva, 2013

Martin Hugo Maximilian Schreiber (* 14. června 1946, Praha) je česko-americký fotograf. Nejznámější je díky svým fotografiím žen, zvláště aktem Madonny pořízeným v roce 1979.

## Životopis
Schreiber se narodil v Praze Františku Robertu Schreiberovi a Martě Olze Wallenfels Sebelíkové. Rodina emigrovala do Spojených států v roce 1952.
Jako teenager vyhrál svou první fotografickou soutěž, třetí cenu za barevnou fotografii v soutěži The New York Telegram and Sun, s fotografií růže pořízenou aparátem Yashika Lynx 1000, s jednoduchým dálkoměrem 35  mm.
Schreiber navštěvoval jeden rok Iona College . Poté narukoval do armády v oddělení pro fotografy a šel na 10 týdnů do školy fotolaboratoře a poté byl poslán do Německa s výzvědnou jednotkou, kde strávil dva roky ve Stuttgartu. Pracoval na volné noze pro The New York Times a pro Woman Wear Daily . V tomto období měl svou první výstavu ve Stuttgartu. Po propuštění v roce 1968 pak strávil semestr na School of Visual Arts v New Yorku. Poté se stal oficiálním fotografem na archeologické expedici v Knidosu v Turecku. V roce 1971 získal čestné uznání ze 40 000 účastníků první fotografické soutěže časopisu Life. Své práce začal v galeriích vystavovat v roce 1976.
Od roku 1977 vyučoval na fotografickém oddělení New School Parsons kurz fotografování aktu, kterému se věnoval dalších 7–8 let. Dva semestry také vyučoval na Škole výtvarných umění, kurz základů fotografie a temné komory.
V roce 1989 se Schreiber přestěhoval do Evropy. Cestoval po Evropě, Spojených státech, Jižní a Střední Americe, Karibiku, Rusku, Austrálii a severní Africe.
Fotografoval módu, portréty, děti, spoustu reportáží, cestovatelské a lifestylové fotografie. Má za sebou 100 výstav po celém světě, ať už samostatných nebo skupinových. Je také sochař a objevil se jako herec ve filmech.

### Fotografie Madonny
V roce 1985 Schreiber poznal Madonnu na obálce časopisu Time a vzpomněl si, že byla jednou z jeho modelek v roce 1979. Fotografie, které s ní pořídil, byly zveřejněny v časopisu Playboy v září 1985 a tyto fotografie byly od té doby publikovány po celém světě a stále jsou. 

## Vybraná díla
- Bodyscapes (1980)
- Poslední z plemene (1982)
- Majestátní svět arabských koní (1986)
- Já, Madonna (1988)
- Akty Madonny 1979 (1990)
- Cafe D'Artistes A Paris (1998)
- Šéfkuchař Daniel Boulud, vaření v New Yorku (2002)
- Akty Madonny II (2015)
- Last Of A Breed II (2015)
- Retrospections (2015)
- The Rape of Prague (žurnál) (2015)